# بنت جنسن
بنت جنسن (بالدنماركية: Bent Jensen)‏ هو مجدف دنماركي، ولد في 30 أكتوبر 1925 في Sorø ‏ في الدنمارك.

## وصلات خارجية
- بنت جنسن على موقع الاتحاد الدولي للتجديف (الإنجليزية)
- بنت جنسن على موقع اللجنة الأولمبية الدولية (الإنجليزية)
- بنت جنسن على موقع أوليمبيديا (الإنجليزية)